# Église de la Cène (Rostov)
L'église de la Cène (Церковь Тайной Вечери) est une église catholique de Rostov-sur-le-Don en Russie qui dépend du diocèse de Saratov.

## Historique

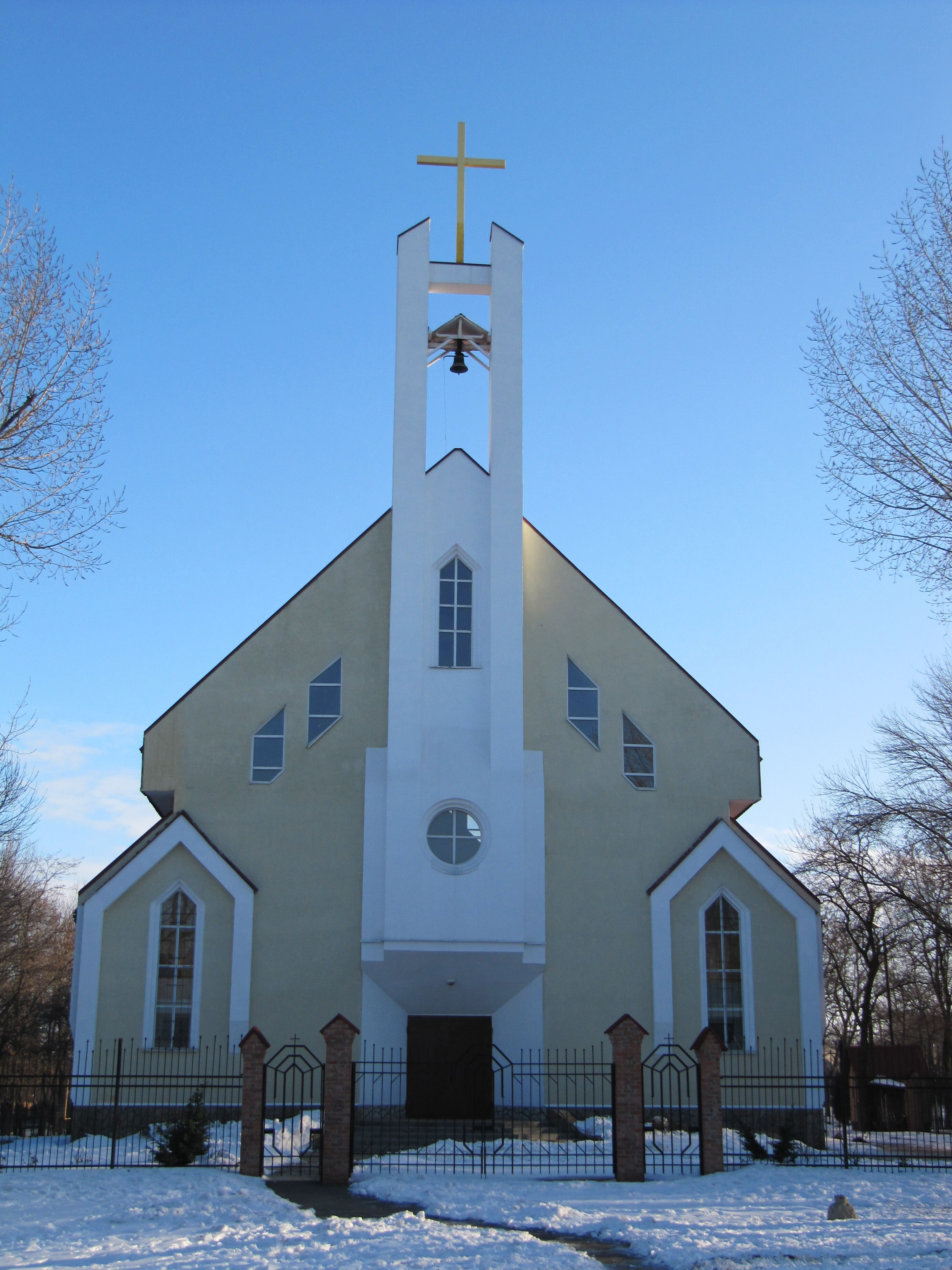
Façade de l'église de la Cène

L'histoire de la paroisse catholique de Rostov prend sa source dans la seconde moitié du XIXe siècle dans une communauté qui comptait à l'époque plus de cinq mille fidèles. Mais comme beaucoup d'églises du pays, l'église de Rostov est détruite au milieu du XXe siècle. La paroisse renaît en 1992, lorsque des relations normales s'établissent entre l'État et les diverses confessions, après la chute de l'Union des républiques socialistes soviétiques. Elle reçoit en don une petite chapelle de bois en octobre 1993.
La première pierre de l'église actuelle est posée au printemps 1999, ainsi que celle du bâtiment des œuvres de la paroisse. L'église est consacrée le 19 septembre 2004 par Mgr Pickel, évêque de Saratov. Le nombre de fidèles assistant régulièrement à la messe est aujourd'hui d'environ quatre cents  personnes, dont une grande partie est d'origine catholique arménienne.

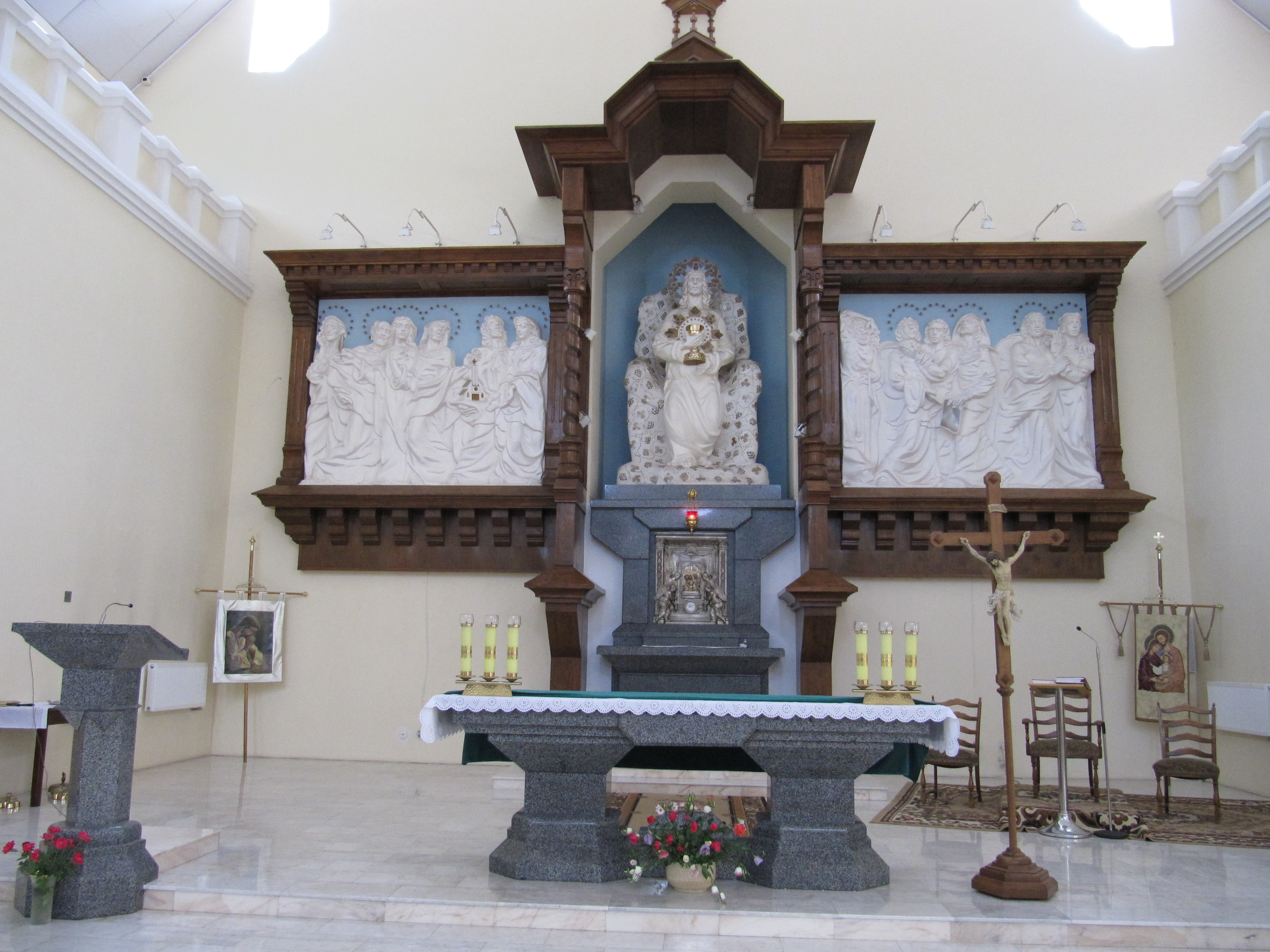
Autel de l'église

## Source
- (ru) Cet article est partiellement ou en totalité issu de l’article de Wikipédia en russe intitulé « Церковь Тайной Вечери (Ростов-на-Дону) » (voir la liste des auteurs).